# Letomola barrenensis
Letomola barrenensis је пуж из реда Stylommatophora и фамилије Charopidae.

## Угроженост
Ова врста није угрожена, и наведена је као последња брига јер има широко распрострањење.

## Распрострањење
Аустралија је једино познато природно станиште врсте.
Популациони тренд је за ову врсту непознат.

## Станиште
Врста Letomola barrenensis има станиште на копну.